# Cape Ann
Cape Ann je mys na atlantickém pobřeží Spojených států. Nachází se v Essex County ve státě Massachusetts 50 km severovýchodně od Bostonu. Na mysu se nacházejí města Gloucester a Rockport, do moře se zde vlévá říčka Annisquam. 
Původními obyvateli byli Agawamové, v roce 1606 zde přistál Samuel de Champlain, po něm pobřeží prozkoumal John Smith. Mys byl pojmenován podle královny Anny Dánské. V roce 1623 zde vznikla anglická kolonie, jejímž guvernérem byl Roger Conant.
Roku 1755 mys postihlo zemětřesení o síle okolo 6 stupňů Richterovy škály, což je na severovýchodě USA ojedinělý jev. Pobřeží je skalnaté, nedaleko se nachází útes Norman's Woe, kde ztroskotalo mnoho lodí. V Gloucesteru stojí pomník utonulým nazvaný Fisherman’s Memorial, jehož autorem je Leonard Craske.
Mys se stal známým díky rybolovu, loděnicím, těžbě žuly a dřevařství. Ve dvacátém století se také stal populární rekreační oblastí. K regionálním gastronomickým specialitám patří ryby (ďas americký, platýs zlatý, treska skvrnitá), humři a smažené škeble. Zdejší scenérie vyhledávalo mnoho malířů, např. Fitz Henry Lane, Winslow Homer, Theresa Bernsteinová, Childe Hassam a Harry Aiken Vincent. Rybářský dům v rockportském přístavu získal pro svoji oblibu u výtvarníků přezdívku Motif Number 1. V roce 1875 bylo založeno Cape Ann Museum, kde se nacházejí četná díla inspirovaná místní krajinou. O Cape Ann psali Henry Wadsworth Longfellow, Howard Phillips Lovecraft a Thomas Stearns Eliot, odehrávají se zde filmy Rusové přicházejí! Rusové přicházejí!, Dokonalá bouře a Půlnoční míle.